# Lycophidion
Lycophidion är ett släkte av ormar. Lycophidion ingår i familjen Lamprophiidae.
Vuxna exemplar är med en längd mindre än 75 cm små ormar. De förekommer i Afrika och jagar främst ödlor samt andra ormar. Honor lägger ägg. Dessa ormar har långa gifttänder nära käkens framkant.
Arter enligt Catalogue of Life:
- Lycophidion acutirostre
- Lycophidion albomaculatum
- Lycophidion capense
- Lycophidion depressirostre
- Lycophidion hellmichi
- Lycophidion irroratum
- Lycophidion laterale
- Lycophidion meleagris
- Lycophidion namibianum
- Lycophidion nanus
- Lycophidion nigromaculatum
- Lycophidion ornatum
- Lycophidion pygmaeum
- Lycophidion semiannule
- Lycophidion semicinctum
- Lycophidion taylori
- Lycophidion uzungwense
- Lycophidion variegatum

The Reptile Database listar dessutom:
- Lycophidion multimaculatum
- Lycophidion pembanum